# 열려라 동요세상 (전주)
《열려라 동요세상 (전주)》는 KBS 전주방송총국에서 자체적으로 제작 · 방송하는 텔레비전 프로그램이다.

## 방송 시간
| 방송 채널   | 방송 기간                          | 방송 시간                                |
| ----------- | ---------------------------------- | ---------------------------------------- |
| KBS전주 2TV | 2010년 5월 28일 ~ 2010년 12월 3일  | 매주 금요일 오후 4:30 ~ 5:15 (45분)      |
| KBS전주 2TV | 2011년 2월 25일 ~ 2011년 10월 28일 | 매주 금요일 오후 4:05 ~ 5:00 (55분)      |
| KBS전주 2TV | 2011년 11월 25일 ~ 2012년 2월 24일 | 매주 금요일 오후 5:00 ~ 저녁 6:00 (60분) |
| KBS전주 2TV | 2012년 3월 30일 ~ 2013년 4월 5일   | 매주 금요일 오후 4:05 ~ 5:00 (55분)      |
| KBS전주 2TV | 2013년 4월 12일 ~ 2014년 8월 29일  | 매주 금요일 오후 4:00 ~ 5:00 (60분)      |

## 진행자
- 정은숙
- 유민경
- 정현정
- 조충현
- 정현정
- 봉효정